# South Duxbury (Massachusetts)
South Duxbury es un lugar designado por el censo ubicado en el condado de Plymouth en el estado estadounidense de Massachusetts. En el Censo de 2010 tenía una población de 3.360 habitantes y una densidad poblacional de 294,17 personas por km².

## Geografía
South Duxbury se encuentra ubicado en las coordenadas 42°1′9″N 70°41′17″O / 42.01917, -70.68806. Según la Oficina del Censo de los Estados Unidos, South Duxbury tiene una superficie total de 11.42 km², de la cual 7.64 km² corresponden a tierra firme y (33.13%) 3.78 km² es agua.

## Demografía
Según el censo de 2010, había 3.360 personas residiendo en South Duxbury. La densidad de población era de 294,17 hab./km². De los 3.360 habitantes, South Duxbury estaba compuesto por el 97.44% blancos, el 0.15% eran afroamericanos, el 0.12% eran amerindios, el 0.8% eran asiáticos, el 0% eran isleños del Pacífico, el 0.3% eran de otras razas y el 1.19% pertenecían a dos o más razas. Del total de la población el 1.58% eran hispanos o latinos de cualquier raza.